# Cinnamomum calcareum
Cinnamomum calcareum là loài thực vật có hoa trong họ Nguyệt quế. Loài này được Y.K.Li miêu tả khoa học đầu tiên năm 1984.